# Sibutu
Sibutu là một đô thị ở tỉnh Tawi-Tawi của Philippines. Đây là đô thị cực nam của Philippines. Sibutu cách bờ biển Sabah, Malaysia khoảng 14 km về phía đông.
Đô thị Sibutu đã được lập từ mười sáu barangay của Sitangkai, Tawi-Tawi.

## Các đơn vị hành chính
| Barangay              | Dân số (2000) |
| --------------------- | ------------- |
| Ambutong Sapal        | 1,253         |
| Datu Amilhamja Jaafar | 954           |
| Hadji Imam Bidin      | 1.933         |
| Hadji Mohtar Sulayman | 1.218         |
| Hadji Taha            | 1.239         |
| Imam Hadji Mohammad   | 1.220         |
| Ligayen               | 1.999         |
| Nunukan               | 1.794         |
| Sheik Makdum          | 1.643         |
| Sibutu (Pob.)         | 1.144         |
| Talisay               | 1.336         |
| Tandu Banak           | 1.863         |
| Taungoh               | 2.047         |
| Tongehat              | 1.234         |
| Tongsibalo            | 1.618         |
| Ungus-Ungus           | 2.020         |